# Bunuri mobile din domeniul etnografie clasate în patrimoniul cultural național al României aflate în județul Bistrița-Năsăud
Acestă listă conține bunurile mobile din domeniul etnografie clasate în Patrimoniul cultural național al României aflate la momentul clasării în județul Bistrița-Năsăud.

## Tezaur
| Foto | Informații generale       | Detalii tehnice | Descriere | Deținător                                  | Legături |
| ---- | ------------------------- | --- | --- | ------------------------------------------ | -------- |
|      | Leenbonk                  | Datare: 1804 Descoperit: jud. BISTRIȚA-NĂSĂUD, SATU NOU Dimensiuni: Î: 100 cm Material: lemn de brad; cioplit; geluit; strunjit; îmbinare tâmplărească; asamblat; vopsit; pictat               | Bancă cu spătar, de dimensiuni mici; decor naturalist amplasat pe toata suprafata; motive florale: margaretă, lalea, boboc, buchet; motive fitomorfe; motive geometrice: cerc. Cromatica: fond verde; motive realizate cu galben, alb, roșu, negru. | Complexul Muzeal Bistrița-Năsăud, Bistrița | Cimec    |
|      | Bancă cu spătar           | Datare: 1883 Descoperit: jud. BISTRIȚA-NĂSĂUD, LIVEZILE Dimensiuni: Î: 101 cm Material: lemn de brad; geluit; traforat; îmbinare tâmplărească; asamblat; vopsit; pictat                        | Bancă cu spătar și ladă, cu două compartimente; decor naturalist amplasat pe întreaga suprafață, ordonat în registre verticale; motive florale: buchet, margarete, trandafir, boboc, lupin; motive geometrice: cerc. Cromatica: fond verde, motive realizate în roșu, alb, galben, albastru.                                                                       | Complexul Muzeal Bistrița-Năsăud, Bistrița | Cimec    |
|      | Presă pentru plisat       | Datare: 1821 Descoperit: jud. BISTRIȚA-NĂSĂUD, PETRIȘ Dimensiuni: Î: 27 cm Material: lemn de fag; cioplit; geluit; strunjit; găurit; incizat                                                   | Presă pentru țesături; confecționată din două scânduri paralele cea inferioară fixă, iar cea superioară reglabilă cu ajutorul celor două șuruburi; marginea scândurii superioare este ornamentată cu linii. Cromatica: culoarea naturală a lemnului, patinat. | Complexul Muzeal Bistrița-Năsăud, Bistrița | Cimec    |
|      | Bancă cu ladă             | Datare: 1900 Descoperit: jud. BISTRIȚA-NĂSĂUD, BISTRIȚA Dimensiuni: Î: 97 cm Material: lemn de brad; cioplit; geluit; strunjit; îmbinare tâmplărească; asamblat; vopsit; pictat                | Bancă cu ladă și spătar cu două compartimente; decor naturalist, amplasat pe toată suprafața, ordonat în cinci registre, realizat cu motive florale: bujor, lalea, margaretă, boboc, buchet; motive fitomorfe. Cromatica: fond verde; motive realizate cu alb, albastru, roșu, galben, negru.                                                                      | Complexul Muzeal Bistrița-Năsăud, Bistrița | Cimec    |
|      | Karsten                   | Datare: 1865 Descoperit: jud. BISTRIȚA-NĂSĂUD, LIVEZILE Dimensiuni: Î: 263 cm Material: lemn de brad; cioplit; geluit; traforat; îmbinare tâmplărească; asamblat; vopsit; pictat               | Dulap de bucătarie confecționat din lemn de brad; decor naturalist ordonat în registre, amplasat pe toată suprafașa; motive florale: lalea, margaretă, boboc, buchet; motive fitomorfe: frunză; motive geometrice: cerc. Elementele decorative sunt realizate pe fond verde în nuanțe de alb, albastru, roșu, galben.                                              | Complexul Muzeal Bistrița-Năsăud, Bistrița | Cimec    |
|      | Leagăn pentru copii; Wach | Datare: 1906 Descoperit: jud. BISTRIȚA-NĂSĂUD, com. LIVEZILE, LIVEZILE Dimensiuni: Î: 65 cm Material: lemn de brad; cioplit; geluit; traforat; îmbinare tâmplărească; asamblat; vopsit; pictat | Leagăn cu tălpi rotunjite pentru balansare; decor naturalist amplasat pe toată suprafața realizat din motive florale: margarete, lalea, boboc; buchet; organizate în ghirlandă; motive geometrice: linie; motive fitomorfe; pe laterale este inscripționat anul confecționării piesei: 1906. Cromatica: fond verde; decor realizat cu roșu, albastru, galben, alb. | Complexul Muzeal Bistrița-Năsăud, Bistrița | Cimec    |
|      | Beet                      | Datare: 1880 Descoperit: jud. BISTRIȚA-NĂSĂUD, LIVEZILE Dimensiuni: Î: 171 cm Material: lemn de brad; cioplit; geluit; traforat; încheiat în cuie de lemn; asamblat; vopsit; pictat            | Pat înalt; decor naturalist amplasat pe unul din cele două capete și pe picioare; organizare radialp; ornamentat cu motive florale: margaretă, lalea, boboc, buchet. Cromatica: fond verde, motive realizate cu roșu, alb, galben. | Complexul Muzeal Bistrița-Năsăud, Bistrița | Cimec    |
|      | Amaroaie                  | Datare: 1863 Descoperit: jud. BISTRIȚA-NĂSĂUD, BISTRIȚA Material: lemn de brad; cioplit; geluit; strunjit; traforat; asamblat; vopsit; pictat; fier; bătut la cald                             | Piesă de mobilier cu fronton traforat; decor naturalist amplasat pe toată suprafața; realizat pe fond verde cu motive florale: margaretă, boboc, lalea, bujor, buchet și motive geometrice traforate: cerc, triunghi. Cromatica: roșu, alb, galben. | Complexul Muzeal Bistrița-Năsăud, Bistrița | Cimec    |
|      | Ladă de zestre            | Datare: 1883 Descoperit: jud. BISTRIȚA-NĂSĂUD, LIVEZILE Dimensiuni: Î: 66 cm Material: lemn de brad; fier; cioplit; îmbinare tâmplărească; vopsit; pictat                                      | Ladă de zestre de formă paralelipipedică, decor naturalist, amplasat pe partea frontală; organizat în cinci registre; realizat din motive florale: lalea, margaretă, narcisă, boboc și motive fitomorfe. Cromatica: fond verde, motive realizate cu roșu, alb, gri.                                                                                                | Complexul Muzeal Bistrița-Năsăud, Bistrița | Cimec    |
|      | Colțar                    | Datare: 1888 Descoperit: jud. BISTRIȚA-NĂSĂUD, LIVEZILE Material: lemn de brad; cioplit; geluit; scobit; asamblat; îmbinare tâmplărească; vopsit; pictat                                       | Piesă de mobilier prevazută cu o ușă, iar în partea superioară cu un cuier cu opt cuie din lemn; decor naturalist amplasat pe toată suprafața fațadei; motive florale oganizate în două coroane (ghirlande) amplasate central: margarete; bujor; lalea; boboc; încadrate în chenar. Cromatica: fond verde motive realizate cu roșu, galben, alb.                   | Complexul Muzeal Bistrița-Năsăud, Bistrița | Cimec    |
|      | Presă pentru plisat       | Datare: 1820 Descoperit: jud. BISTRIȚA-NĂSĂUD, GHINDA Dimensiuni: Î: 26 cm Material: lemn de fag; strunjit; cioplit; geluit; găurit; incizat                                                   | Piesă confecționată din două scânduri de lemn paralele prinse între ele cu două șuruburi de lemn; decor geometrizant amplasat central; motive geometrice: rozetă; motive florale: lalea. Cromatica: culoarea naturală a lemnului, patinat. | Complexul Muzeal Bistrița-Năsăud, Bistrița | Cimec    |
|      | Piuă cu ciocane           | Datare: sfârșitul sec. XIX Descoperit: jud. BISTRIȚA-NĂSĂUD, LIVEZILE Material: lemn de stejar; lemn de brad; cioplit; scobit; fier; ciocănit la cald                                          | Piua cu patru ciocane acționate câte două de un om, alternativ cu picioarele. În partea superioară are o bară de sprijin, neornamentată. Cromatica: culoarea naturală a lemnului. | Complexul Muzeal Bistrița-Năsăud, Bistrița | Cimec    |

## Fond
| Foto | Informații generale                       | Detalii tehnice | Descriere | Deținător                                  | Legături |
| ---- | ----------------------------------------- | --- | --- | ------------------------------------------ | -------- |
|      | Ulcior Autor: anonim                      | Datare: începutul secolului XX Descoperit: jud. BISTRIȚA-NĂSĂUD, Bistrița Material: lut, angobă; colorant; smalț, frământat prin călcare; modelat la roată, pictat cu pensula, smălțuit; ardere oxidantă                       | Canceu cu corp ovoidal, partea superioară tronconică, cu toartă aplicată lateral. Decor amplasat pe întreaga suprafață, repartizat în registre, delimitat cu benzi circulare de diferite dimensiuni. Decorul de pe burtă este realizat din motive florale (vrejuri), împărțit în două de un registru îngust ornamentat cu motive geometrice (x-uri). Motive realizate pe fond alb de angobă cu albastru și verde. | Complexul Muzeal Bistrița-Năsăud, Bistrița | Cimec    |
|      | Ulcior Autor: anonim                      | Datare: secolul al XIX-lea Descoperit: jud. BISTRIȚA-NĂSĂUD, Bistrița Dimensiuni: Î = 22,5 cm Material: lut, angobă; colorant; smalț, frământat prin călcare; modelat la roată, pictat cu pensula, smălțuit; ardere            | Canceu cu corp ovoidal, partea superioară tronconică, cu toartă aplicată lateral. Decor amplasat pe întreaga suprafață, repartizat în registre, delimitat cu benzi circulare realizate cu maro. Central un pom stilizat încadrat pe ambele părți din motive florale conturate cu linii fine. Sub o bandă lată maro urmează două șiruri circulare de careuri mici alternând în alb și maro. Motive realizate pe fond alb de angobă cu verde, galben și maro. | Complexul Muzeal Bistrița-Năsăud, Bistrița | Cimec    |
|      | Ulcior Autor: anonim                      | Datare: începutul secolului XX Descoperit: jud. BISTRIȚA-NĂSĂUD, Bistrița Material: lut; frământat prin călcare; modelat la roată; angobat; argilă; pictat cu cornul; smălțuit; ardere oxidantă                                | Canceu cu corp ovoidal, partea superioară tronconică, cu toartă aplicată lateral. Decor amplasat pe întreaga suprafață, repartizat în registre, delimitat cu benzi circulare realizate cu pastă albastră. Registrul superior este decorat cu motive fitomorfe stilizate-brăduț. În următorul registru decorul este alcătuit din frunzulițe dispuse sub formă de cunună. Pe burtă motivele florale alternează cu brăduți. Următorul registru prezintă două șiruri circulare de careuri mici alternând în alb și albastru. Motive realizate cu albastru pe fond de angobă. | Complexul Muzeal Bistrița-Năsăud, Bistrița | Cimec    |
|      | Ulcior Autor: anonim                      | Datare: secolul al XIX-lea Descoperit: jud. BISTRIȚA-NĂSĂUD, Bistrița Material: lut; frământat prin călcare; modelat la roată; angobat; argilă; pictat cu cornul; smălțuit; o ardere                                           | Canceu cu corp ovoidal, partea superioră tronconică, cu toartă aplicată lateral. Decor amplasat pe întreaga suprafață, repartizat în registre, delimitat cu benzi circulare realizate cu maro și albastru. Registrul superior este decorat cu motive fitomorfe stilizate-brăduț. În următorul registru decorul geometrizant este format din trapeze cu diagonale și hașuri. Pe burtă cele trei benzi pe verticală delimitează trei careuri pe fond verde-maro având fiecare în mijloc motive florale în alb. Sub o bandă lată albastră urmează două șiruri circulare de careuri mici alternând în alb și verde. Motive realizate pe fond alb de angobă. | Complexul Muzeal Bistrița-Năsăud, Bistrița | Cimec    |
|      | Ulcior Autor: anonim                      | Datare: secolul al XIX-lea Descoperit: jud. BISTRIȚA-NĂSĂUD, Bistrița Material: lut; frământat prin călcare; modelat la roată; angobat; argilă; pictat cu cornul; smălțuit; ardere oxidantă                                    | Canceu cu corp ovoidal, partea superioară tronconică, cu toartă aplicată lateral. Decor amplasat pe întreaga suprafață, repartizat în registre, delimitat cu benzi circulare realizate cu maro. Registrul superior este decorat cu motive fitomorfe stilizate. În următorul registru decorul geometrizant este format din zig-zag-uri. Pe burtă cele trei benzi pe verticală delimitează trei careuri pe fond verde-maro având fiecare în mijloc motive florale în alb. Motive realizate cu verde și maro pe fond alb de angobă. | Complexul Muzeal Bistrița-Năsăud, Bistrița | Cimec    |
|      | Canceauă Autor: anonim                    | Datare: secolul al XIX-lea Descoperit: jud. BISTRIȚA-NĂSĂUD, Bistrița Material: lut, angobă; coloranți; smalț, frământat prin călcare; modelat la roată, pictat cu pensula, smălțuit; o ardere                                 | Canceu cu corp ovoidal, partea superioară tronconică, cu toartă aplicată lateral. Decor amplasat pe întreaga suprafață, repartizat în registre, delimitat cu benzi circulare realizate cu pastă albastră. Registrul superior este decorat cu motive fitomorfe stilizate-brăduț. Următorul registru prezintă un decor realizat din linii orizontale grupate, alterenate. Extremitățile decorului sunt marcate cu câte o linie spirală. Central avem motive florale așezate în cunună. Motive realizate cu albastru pe fond alb de angobă. | Complexul Muzeal Bistrița-Năsăud, Bistrița | Cimec    |
|      | Canceauă Autor: anonim                    | Datare: secolul al XIX-lea Descoperit: jud. BISTRIȚA-NĂSĂUD, Bistrița Material: lut, angobă; coloranți; smalț, frământat prin călcare; modelat la roată, pictat cu pensula, smălțuit; o ardere                                 | Canceu cu corp ovoidal, partea superioară tronconică, cu toartă aplicată lateral. Decor amplasat pe întreaga suprafață, repartizat într-un singur registru delimitat cu benzi circulare de diferite dimensiuni. Central sunt dispuse trei motive florale mari reprezentând floarea soarelui. Motive realizate pe fond alb de angobă cu albastru și verde. | Complexul Muzeal Bistrița-Năsăud, Bistrița | Cimec    |
|      | Canceauă Autor: anonim                    | Datare: secolul al XIX-lea Descoperit: jud. BISTRIȚA-NĂSĂUD, Bistrița Material: lut, angobă; coloranți; smalț, frământat prin călcare; modelat la roată, pictat cu pensula, smălțuit; o ardere                                 | Canceu cu corp ovoidal, partea superioară tronconică, cu toartă aplicată lateral. Decorul naturalist este amplasat pe burta și gâtul vasului, delimitat la extremități cu benzi circulare și linii ondulate realizate cu pastă albastră. Motivele fitomorfe reprezintă frunze de ferigă dispuse vertical, încadrate de trei benzi late ce cuprind motive geometrice-x-uri. Motive realizate cu albastru și verde pe fond alb de angobă. | Complexul Muzeal Bistrița-Năsăud, Bistrița | Cimec    |
|      | Ulcior Autor: anonim                      | Datare: secolul al XIX-lea Descoperit: jud. BISTRIȚA-NĂSĂUD, Bistrița Material: lut; frământat prin călcare; modelat la roată; angobat; argilă; pictat cu cornul; smălțuit; ardere oxidantă                                    | Canceu cu corp ovoidal, partea superioară tronconică, cu toartă aplicată lateral. Decor amplasat pe întreaga suprafață, repartizat în registre, delimitat în partea superioară și cea inferioară cu benzi circulare realizate cu albastru. Registrul superior este decorat cu motive fitomorfe stilizate dispuse sub formă de vrej. Pe burtă desenul este delimitat de benzi înguste, împărțind suprafața ornamentală. Motive realizate cu albastru pe fond de angobă. | Complexul Muzeal Bistrița-Năsăud, Bistrița | Cimec    |
|      | Canceauă Autor: anonim                    | Datare: secolul al XIX-lea Descoperit: jud. BISTRIȚA-NĂSĂUD, Bistrița Material: lut, angobă; coloranți; smalț, frământat prin călcare; modelat la roată, pictat cu pensula, smălțuit; o ardere                                 | Canceu cu corp ovoidal, partea superioară tronconică, cu toartă aplicată lateral. Decor amplasat pe întreaga suprafață, repartizat în registre, delimitat cu benzi circulare realizate cu maro. Registrul superior este decorat cu motive fitomorfe stilizate-brăduț. În următorul registru decorul geomtrizant este format din trapeze cu x-uri. Pe burtă cele trei benzi pe verticală delimitează trei careuri pe fond verde-maro având fiecare în mijloc motive florale în alb. Sub o bandă lată albastră urmează două șiruri circulare de careuri mici alternând în alb și verde. Motive realizate cu verde, galben și maro pe fond alb de angobă. | Complexul Muzeal Bistrița-Năsăud, Bistrița | Cimec    |
|      | Ulcior Autor: anonim                      | Datare: secolul al XIX-lea Descoperit: jud. BISTRIȚA-NĂSĂUD, Bistrița Material: lut; frământat prin călcare; modelat la roată; angobat; argilă; pictat cu cornul; smălțuit; ardere oxidantă                                    | Canceu cu corp ovoidal, partea superioară tronconică, cu toartă aplicată lateral. Decor amplasat pe întreaga suprafață, repartizat în registre, delimitat cu benzi circulare realizate cu pastă albastră. Registrul superior este decorat cu motive florare alternate în friză. În următorul registru câmpul ornamental este alcătuit din frunzulițe dispuse sub formă de cunună. Pe burtă decorul floral este completat de motive fitomorfe. Extremitățile decorului sunt marcate cu benzi îngroșate. Motive realizate cu albastru și verde pe fond alb de angobă. | Complexul Muzeal Bistrița-Năsăud, Bistrița | Cimec    |
|      | Canceauă Autor: anonim                    | Datare: secolul al XIX-lea Descoperit: jud. BISTRIȚA-NĂSĂUD, Bistrița Material: lut; frământat prin călcare; modelat la roată; angobat; argilă; pictat cu cornul; smălțuit; ardere oxidantă                                    | Canceu cu corp ovoidal, partea superioară tronconică, cu toartă aplicată lateral. Decor amplasat pe întreaga suprafață, repartizat în registre, delimitat cu benzi circulare realizate cu pastă albastră. Registrul superior este decorat cu motive geometrice. În următorul registru decorul fitomorf este dispus sub formă de vrej. Decorul de pe burtă este împărțit în careuri ce cuprind motive fitomorfe și geometrice. Extremitățile câmpului ornamental sunt marcate cu mai multe benzi orizontale. Motive realizate cu albastru pe fond alb de angobă. | Complexul Muzeal Bistrița-Năsăud, Bistrița | Cimec    |
|      | Bild Autor: anonim                        | Datare: secolul al XIX-lea Descoperit: jud. BISTRIȚA-NĂSĂUD, Bistrița Material: lut, angobă; colorant; smalț, frământat prin călcare; modelat la roată, pictat cu pensula, smălțuit; ardere oxidantă                           | Farfurie adâncă, prevăzută cu două torți (una lipsește). Decorul este ordonat în registre, pe marginea vasului și central. Marginea farfuriei ornamentată cu motive fitomorfe (brăduți) alternate în friză. Decorul central este realizat din motive florale grupate în buchet, încadrate într-un cerc. Cromatica: fond ocru, motive realizate cu albastru. | Complexul Muzeal Bistrița-Năsăud, Bistrița | Cimec    |
|      | Ulcior Autor: anonim                      | Datare: secolul al XIX-lea Descoperit: jud. BISTRIȚA-NĂSĂUD, Bistrița Material: lut, angobă; colorant; smalț, frământat prin călcare; modelat la roată, pictat cu pensula, smălțuit; ardere                                    | Canceu cu corp ovoidal, partea superioară tronconică, cu toartă aplicată lateral. Decor amplasat pe întreaga suprafață, repartizat în registre delimitat cu benzi circulare realizate cu maro. Central avem un pom încadrat pe ambele părți de motive florarale. Sub o bandă lată maro urmează două șiruri circulare de careuri mici alternând în alb și maro. Motive realizate pe fond alb de angobă cu verde, galben și maro. | Complexul Muzeal Bistrița-Năsăud, Bistrița | Cimec    |
|      | Ulcior Autor: anonim                      | Datare: secolul al XIX-lea Descoperit: jud. BISTRIȚA-NĂSĂUD, Bistrița Material: lut, angobă; colorant; smalț, frământat prin călcare; modelat la roată, pictat cu pensula, smălțuit; ardere                                    | Canceu cu corp ovoidal, partea superioară tronconică, cu toartă aplicată lateral. Decor amplasat pe întreaga suprafață, repartizat în registre, delimitat cu benzi circulare realizate cu maro. Registrul superior este decorat cu motive fitomorfe stilizate-brăduț. În următorul registru decorul geometrizant este format din trapeze cu diagonale și hașuri realizate cu pastă maronie. Pe burtă cele trei benzi pe verticală delimitează trei careuri pe fond verde-maro având fiecare în mijloc motive florale în alb. Extremitățile decorului marcate prin benzi roscate; bandă roscată pe picior. Motive realizate pe fond alb de angobă. | Complexul Muzeal Bistrița-Năsăud, Bistrița | Cimec    |
|      | Ulcior Autor: anonim                      | Datare: secolul al XIX-lea Descoperit: jud. BISTRIȚA-NĂSĂUD, Bistrița Material: lut; frământat prin călcare; modelat la roată; angobat; argilă; pictat cu cornul; smălțuit; ardere oxidantă                                    | Canceu cu corp ovoidal, partea superioară tronconică, cu toartă aplicată lateral. Decor amplasat pe întreaga suprafață, repartizat în registre, delimitat cu benzi circulare realizate cu pastă albastră. Registrul superior este decorat cu motive florare alternate în friză. În următorul registru câmpul ornamental este alcătuit din frunzulițe dispuse sub formă de cunună. Pe burtă decorul floral este completat de motive fitomorfe. Extremitățile decorului sunt marcate cu benzi îngroșate. Motive realizate cu albastru și verde pe fond alb de angobă. | Complexul Muzeal Bistrița-Năsăud, Bistrița | Cimec    |
|      | Canceauă Autor: anonim                    | Datare: secolul al XIX-lea Descoperit: jud. BISTRIȚA-NĂSĂUD, Bistrița Material: lut, angobă; coloranți; smalț, frământat prin călcare; modelat la roată, pictat cu pensula, smălțuit; o ardere                                 | Canceu cu corp ovoidal, partea superioară tronconică, cu toartă aplicată lateral. Decor amplasat pe întreaga suprafață, repartizat în registre. Registrul superior este decorat cu motive fitomorfe stilizate dispuse în cunună. În următorul registru decorul geometrizant este format din linii groase pe verticală și câte trei butoni. Pe burtă motivele florale alternează cu cele fitomorfe. Desenul este delimitat pe buză și pe burtă cu câte o spirală Butoni și pe toartă. Motive realizate albastru pe fond alb de angobă. | Complexul Muzeal Bistrița-Năsăud, Bistrița | Cimec    |
|      | Ulcior Autor: anonim                      | Datare: sfârșitul secolului al XIX-lea Descoperit: jud. BISTRIȚA-NĂSĂUD, Bistrița Dimensiuni: Î = 5,4 cm Material: lut; frământat prin călcare; modelat la roată; angobat; argilă; pictat cu cornul; smălțuit; ardere oxidantă | Canceu cu corp ovoidal, partea superioară tronconică, cu toartă aplicată. Decor naturalist executat rudimentar, ordonat în registre, delimitat cu benzi orizontale. Baza gâtului ornamentată cu motive fitomorfe dispuse sub formă de vrei. Urmează un registru îngust decorat cu frunzulițe stilizate. În cel de-al treilea registru avem motive florale alternate în friză. Motive realizate cu albastru pe fond alb de angobă. | Complexul Muzeal Bistrița-Năsăud, Bistrița | Cimec    |
|      | Canceauă Autor: anonim                    | Datare: secolul al XIX-lea Descoperit: jud. BISTRIȚA-NĂSĂUD, Bistrița Dimensiuni: Î = 22 cm Material: lut, argilă, nisip cuarțos pentru smalț, humă albă, roata olarului, pictat cu pensula, corn                              | Canceu cu corp ovoidal, partea superioară tronconică, cu toartă aplicată lateral. Decor amplasat pe întreaga suprafață, repartizat în registre, delimitat cu benzi circulare realizate cu maro. Central un pom stilizat încadrat pe ambele părți de motive florale conturate cu linii fine. Sub o bandă lată maro urmează două șiruri circulare de careuri mici alternând în alb și maro. Motive realizate pe fond alb de angobă cu verde, galben și maro. | Complexul Muzeal Bistrița-Năsăud, Bistrița | Cimec    |
|      | Ulcior Autor: anonim                      | Datare: sfârșitul secolului al XIX-lea Descoperit: jud. BISTRIȚA-NĂSĂUD, Bistrița Dimensiuni: 22,5 cm Material: lut; frământat prin călcare; modelat la roată; angobat; argilă; pictat cu cornul; smălțuit; ardere oxidantă    | Canceu cu corp ovoidal, partea superioară tronconică, cu toartă aplicată lateral. Decor amplasat pe întreaga suprafață, repartizat în registre, delimitat cu benzi circulare realizate cu pastă albastră. Registrul superior este decorat cu motive fitomorfe dispuse în formă de cunună. Decorul de pe burtă încadrat cu linii ondulate este împărțit în două registre care cuprind motive florale stilizate, împărțind suprafața ornamentală în două. Extremitățile decorului sunt marcate cu mai multe benzi îngroșate. Motive realizate cu albastru pe fond alb de angobă. | Complexul Muzeal Bistrița-Năsăud, Bistrița | Cimec    |
|      | Ștanță                                    | Datare: sec. XIX Descoperit: jud. BISTRIȚA-NĂSĂUD, BISTRIȚA Material: lemn; metal; cioplit; prelucrat la cald; intarsiat | Ștanță de formă dreptunghiulară, cu decor geometrizant (linie), realizat prin intarsierea unei lamele metalice pe un suport de lemn. | Complexul Muzeal Bistrița-Năsăud, Bistrița | Cimec    |
|      | Ștanță                                    | Datare: sec. XIX Descoperit: jud. BISTRIȚA-NĂSĂUD, BISTRIȚA Material: lemn; metal; cioplit; prelucrat la cald; intarsiat | Ștanță de formă dreptunghiulară, cu decor floral, realizat prin intarsierea unei lamele metalice pe un suport de lemn. | Complexul Muzeal Bistrița-Năsăud, Bistrița | Cimec    |
|      | Ștanță                                    | Datare: sec. XIX Descoperit: jud. BISTRIȚA-NĂSĂUD, BISTRIȚA Material: lemn; metal; cioplit; prelucrat la cald; intarsiat | Ștanță de formă ovoidală, realizată prin intarsierea unei lamele metalice pe un suport de lemn. | Complexul Muzeal Bistrița-Năsăud, Bistrița | Cimec    |
|      | Ștanță                                    | Datare: sec. XIX Descoperit: jud. BISTRIȚA-NĂSĂUD, BISTRIȚA Material: lemn; metal; cioplit; prelucrat la cald; intarsiat | Ștanță de formă ovoidală, cu decor floral, realizat prin intarsierea unei lamele metalice pe un suport de lemn. | Complexul Muzeal Bistrița-Năsăud, Bistrița | Cimec    |
|      | Ștanță                                    | Datare: sec. XIX Descoperit: jud. BISTRIȚA-NĂSĂUD, BISTRIȚA Material: lemn; metal; cioplit; prelucrat la cald; intarsiat | Ștanță de formă dreptunghiulară, cu decor floral, realizat prin intarsierea unei lamele metalice pe un suport de lemn. | Complexul Muzeal Bistrița-Năsăud, Bistrița | Cimec    |
|      | Ștanță                                    | Datare: sec. XIX Descoperit: jud. BISTRIȚA-NĂSĂUD, BISTRIȚA Material: lemn; metal; cioplit; prelucrat la cald; intarsiat | Ștanță de formă ovoidală, cu decor floral, realizat prin intarsierea unei lamele metalice pe un suport de lemn. | Complexul Muzeal Bistrița-Năsăud, Bistrița | Cimec    |
|      | Ștanță                                    | Datare: sec. XIX Descoperit: jud. BISTRIȚA-NĂSĂUD, BISTRIȚA Material: lemn; metal; cioplit; prelucrat la cald; intarsiat | Ștanță de formă pătrată, realizată prin intarsierea unei lamele metalice pe un suport de lemn. | Complexul Muzeal Bistrița-Năsăud, Bistrița | Cimec    |
|      | Ștanță                                    | Datare: sec. XIX Descoperit: jud. BISTRIȚA-NĂSĂUD, BISTRIȚA Dimensiuni: Î: 8,5 cm Material: lemn; metal; cioplit; prelucrat la cald; intarsiat                                                                                 | Ștanță de formă ovoidala, cu motive fitomorfe (frunză), realizat prin intarsierea unei lamele metalice pe un suport de lemn. | Complexul Muzeal Bistrița-Năsăud, Bistrița | Cimec    |
|      | Ștanță                                    | Datare: sec. XIX Descoperit: jud. BISTRIȚA-NĂSĂUD, BISTRIȚA Dimensiuni: Î: 2 cm Material: lemn; metal; cioplit; prelucrat la cald; intarsiat                                                                                   | Tipar pentru cojoace în forma literei "C", realizat prin intarsierea unei lamele metalice pe un suport de lemn. | Complexul Muzeal Bistrița-Năsăud, Bistrița | Cimec    |
|      | Ștanță                                    | Datare: sec. XIX Descoperit: jud. BISTRIȚA-NĂSĂUD, BISTRIȚA Dimensiuni: Î: 7,3 cm Material: lemn; metal; cioplit; prelucrat la cald; intarsiat                                                                                 | Ștanță de formă dreptunghiulară, cu decor floral, realizat prin intarsierea unei lamele metalice pe un suport de lemn. | Complexul Muzeal Bistrița-Năsăud, Bistrița | Cimec    |
|      | Ștanță                                    | Datare: sec. XIX Descoperit: jud. BISTRIȚA-NĂSĂUD, BISTRIȚA Dimensiuni: Î: 3 cm Material: lemn; metal; cioplit; prelucrat la cald; intarsiat                                                                                   | Ștanță de formă geometrică, cu un decor în formă de semilună – decor floral, realizat prin intarsierea unei lamele metalice pe un suport de lemn. | Complexul Muzeal Bistrița-Năsăud, Bistrița | Cimec    |
|      | Ștanță                                    | Datare: sec. XIX Descoperit: jud. BISTRIȚA-NĂSĂUD, BISTRIȚA Dimensiuni: Î: 3,7 cm Material: lemn; metal; cioplit; prelucrat la cald; intarsiat                                                                                 | Ștanță de formă geometrică, cu decor în forma literei ”S”, realizat prin intarsierea unei lamele metalice pe un suport de lemn. | Complexul Muzeal Bistrița-Năsăud, Bistrița | Cimec    |
|      | Ștanță                                    | Datare: sec. XIX Descoperit: jud. BISTRIȚA-NĂSĂUD, BISTRIȚA Material: lemn; metal; cioplit; prelucrat la cald; intarsiat | Ștanță de formă pătrată, cu decor floral, realizat prin intarsierea unei lamele metalice pe un suport de lemn. | Complexul Muzeal Bistrița-Năsăud, Bistrița | Cimec    |
|      | Ștanță                                    | Datare: sec. XIX Descoperit: jud. BISTRIȚA-NĂSĂUD, BISTRIȚA Dimensiuni: Î: 5 cm Material: lemn; metal; cioplit; prelucrat la cald; intarsiat                                                                                   | Ștanță de formă ovoidală, cu decor floral, realizat prin intarsierea unei lamele metalice pe un suport de lemn. | Complexul Muzeal Bistrița-Năsăud, Bistrița | Cimec    |
|      | Ștanță                                    | Datare: sec. XIX Descoperit: jud. BISTRIȚA-NĂSĂUD, BISTRIȚA Dimensiuni: Î: 3 cm Material: lemn; metal; cioplit; prelucrat la cald; intarsiat                                                                                   | Ștanță de formă pătrată, cu motive geometrizante, dispus periferic pe ancadramentul desenului, realizat prin intarsierea unei lamele metalice pe un suport de lemn. | Complexul Muzeal Bistrița-Năsăud, Bistrița | Cimec    |
|      | Ștanță                                    | Datare: sec. XIX Descoperit: jud. BISTRIȚA-NĂSĂUD, BISTRIȚA Material: lemn; metal; cioplit; prelucrat la cald; intarsiat | Ștanță de formă dreptunghiulară, cu decor geometrizant, realizat prin intarsierea unei lamele metalice pe un suport de lemn. | Complexul Muzeal Bistrița-Năsăud, Bistrița | Cimec    |
|      | Ștanță                                    | Datare: sec. XIX Descoperit: jud. BISTRIȚA-NĂSĂUD, BISTRIȚA Dimensiuni: Î: 9 cm Material: lemn; metal; cioplit; prelucrat la cald; intarsiat                                                                                   | Ștanță de formă cilindrică, cu un decor în formă de cerc, realizat prin intarsierea unei lamele metalice pe un suport de lemn. | Complexul Muzeal Bistrița-Năsăud, Bistrița | Cimec    |
|      | Ștanță                                    | Datare: sec. XIX Descoperit: jud. BISTRIȚA-NĂSĂUD, BISTRIȚA Dimensiuni: Î: 3,5 cm Material: lemn; metal; cioplit; prelucrat la cald; intarsiat                                                                                 | Ștanță de formă rotundă, având ca motiv fitomorf strugurele, realizat prin intarsierea unei lamele metalice pe un suport de lemn. | Complexul Muzeal Bistrița-Năsăud, Bistrița | Cimec    |
|      | Ștanță                                    | Datare: sec. XIX Descoperit: jud. BISTRIȚA-NĂSĂUD, BISTRIȚA Dimensiuni: Î: 9 cm Material: lemn; metal; cioplit; prelucrat la cald; intarsiat                                                                                   | Ștanță de formă ovoidală, realizată prin intarsierea unei lamele metalice pe un suport de lemn. | Complexul Muzeal Bistrița-Năsăud, Bistrița | Cimec    |
|      | Ștanță                                    | Datare: sec. XIX Descoperit: jud. BISTRIȚA-NĂSĂUD, BISTRIȚA Dimensiuni: Î: 8 cm Material: lemn; metal; cioplit; prelucrat la cald; intarsiat                                                                                   | Ștanță de formă dreptunghiulară, cu decor floral, realizat prin intarsierea unei lamele metalice pe un suport de lemn. | Complexul Muzeal Bistrița-Năsăud, Bistrița | Cimec    |
|      | Ștanță                                    | Datare: sec. XIX Descoperit: jud. BISTRIȚA-NĂSĂUD, BISTRIȚA Dimensiuni: Î: 10 cm Material: lemn; metal; cioplit; prelucrat la cald; intarsiat                                                                                  | Ștanță de formă rotundă, cu decor floral, realizat prin intarsierea unei lamele metalice pe un suport de lemn. | Complexul Muzeal Bistrița-Năsăud, Bistrița | Cimec    |
|      | Ștanță                                    | Datare: sec. XIX Descoperit: jud. BISTRIȚA-NĂSĂUD, BISTRIȚA Dimensiuni: Î: 10,5 cm Material: lemn; metal; cioplit; incizat; prelucrat la cald; intarsiat                                                                       | Ștanță de formă dreptunghiulară, realizată prin intarsierea unei lamele metalice pe un suport de lemn. | Complexul Muzeal Bistrița-Năsăud, Bistrița | Cimec    |
|      | Ștanță                                    | Datare: sec. XIX Descoperit: jud. BISTRIȚA-NĂSĂUD, BISTRIȚA Dimensiuni: Î: 8,5 cm Material: lemn; metal; cioplit; prelucrat la cald; intarsiat                                                                                 | Ștanță de formă ovoidală, realizată prin intarsierea unei lamele metalice pe un suport de lemn. | Complexul Muzeal Bistrița-Năsăud, Bistrița | Cimec    |
|      | Ștanță                                    | Datare: sec. XIX Descoperit: jud. BISTRIȚA-NĂSĂUD, BISTRIȚA Dimensiuni: Î: 7,5 cm Material: lemn; metal; cioplit; prelucrat la cald; intarsiat                                                                                 | Ștanță de formă rotundă, cu decor floral, realizat prin intarsierea unei lamele metalice pe un suport de lemn. | Complexul Muzeal Bistrița-Năsăud, Bistrița | Cimec    |
|      | Ștanță                                    | Datare: sec. XIX Descoperit: jud. BISTRIȚA-NĂSĂUD, BISTRIȚA Dimensiuni: Î: 10 cm Material: lemn; metal; cioplit; prelucrat la cald; intarsiat                                                                                  | Ștanță de formă rotundă, cu decor floral, realizat prin intarsierea unei lamele metalice pe un suport de lemn. | Complexul Muzeal Bistrița-Năsăud, Bistrița | Cimec    |
|      | Ștanță                                    | Datare: sec. XIX Descoperit: jud. BISTRIȚA-NĂSĂUD, BISTRIȚA Dimensiuni: Î: 8 cm Material: lemn; metal; cioplit; prelucrat la cald; intarsiat                                                                                   | Ștanță de formă dreptunghiulară, cu decor floral, realizat prin intarsierea unei lamele metalice pe un suport de lemn. | Complexul Muzeal Bistrița-Năsăud, Bistrița | Cimec    |
|      | Cojoc femeiesc                            | Datare: sec. XX, an1912 Descoperit: jud. BISTRIȚA-NĂSĂUD, Bistrița Material: piele;blană; arnici; mătase; argăsit; tăbăcit; curatit; albit; brodat dupa desen, aplicatii                                                       | Cojoc femeiesc lung,confecționat din blană, desfăcut în față, croit cu doi clini, închis cu 5 nasturi din piele. Decor bogat, brodat după desen, amplasat pe piept, pe lângă buzunare, la poale, pe clini și mâneci. Decor alcătuit din motive florale, fitomorfe, geometrice (triunghi) și antropomorfe (inimă); aplicații de piele de culoare albă și maro, perforată de forma motivelor decorative. Tot ca ornament întâlnim ciucuri rotunzi din mătasei, plasați pe toată suprafața cojocului. Spatele neornamentat. Gâtul este conturat cu blăniță neagră, partea de jos și mânecile cu blăniță maro și colțișori ștanțați. Cromatica:fond alb, motive realizate cu roșu, albastru, verde, galben, roz. | Complexul Muzeal Bistrița-Năsăud, Bistrița | Cimec    |
|      | Pieptar                                   | Datare: 1900 Descoperit: jud. BISTRIȚA-NĂSĂUD, com. TEACA, PINTICU Material: piele; blană; arnici; mătase; argăsit; tăbăcit; curățat; albit; brodat după desen; aplicații                                                      | Pieptar, deschis in față, fără măneci, răscroit la umeri, croit cu doi clini. Partea din față ornamentată cu motive florale dispuse sub formă de buchete și ghirlande. Ornamentele cu fâșii de piele colorată împletită și aplicații de piele le întâlnim mai ales pe piept și pe buzunare, încadrând motivele florale brodate. Tot ca ornament avem și ciucuri din mătase colorată aplicați printre motivele ornamentale. Pe piept, de o parte și de cealaltă a deschizăturii, alăturat de cei patru nasturi din piele sunt nasturi metalici ornamentali. La marginea de jos este aplicată piele albă împodobită cu motive florale obținute prin presare (ștanțare). | Complexul Muzeal Bistrița-Năsăud, Bistrița | Cimec    |
|      | Pieptar                                   | Datare: 1/4 sec.XX Descoperit: jud. BISTRIȚA-NĂSĂUD, Bistrița Material: piele; blana; arnici; matase; argasit; tabacit; curatat; albit; brodat dupa desen; încheiat cu acul; aplicatii; nasturi metalici                       | Pieptar femeiesc, confecționat din trei bucăți de blană de oaie, deschis în față; închis cu nasturi metalici (se păstrează doar doi), fără mâneci, puternic răscroit la gât și umeri, despicat pe laturi și în spate. Decor dispus pe întreaga suprafață sub formă de motive florale singulare sau grupate în jurul unui lujer, aplicații de piele colorată de forma motivelor florale acoperite pe alocuri cu ciucuri realizați din mătase colorată. Pe spate decorul bogat este completat cu motive avimorfe(păsări) amplasate deasupra motivului floral central, pe două crengi de o parte și cealaltă simetric. Prevăzut cu două buzunare false, ornamentate cu piele colorată și nasturi metalici. La umeri, gât și pe marginea de jos este aplicată piele albă ornamentată cu motive florale obținute prin presare (ștanțare). Marginile sunt conturate cu aplicații de piele maro, perforată. Cromatica piesei: roșu, verde, albastru, galben. | Complexul Muzeal Bistrița-Năsăud, Bistrița | Cimec    |
|      | Pieptar                                   | Datare: 1/4 sec. XX Descoperit: jud. BISTRIȚA-NĂSĂUD, com. BUDACU DE JOS, BUDACU DE JOS Material: piele; blană; arnici; mătase; argăsit; tăbăcit; curățat; albit; brodat după desen; aplicații                                 | Pieptar bărbătesc, deschis în față, puternic răscroit la umeri, ușor evazat în talie. Decor brodat policrom, amplasat pe întreaga suprafață realizat din motive florale grupate în buchete și ghirlande. Lângă buzunare este brodat numele proprietarului:IOAN BOTÂLĂ. Ornamentele de pe margini sunt cusute și aplicate pe „ierhă” (piele fină). Motivele cusute sunt grupate în jurul celor două buzunare și pe spate. Tot ca ornament are aplicații de ciucuri realizați cu mătase policromă, aplicați printre motivele decorative. Marginile sunt conturate cu blană neagră de miel. Cromatica broderiei: roșu, verde, violet, galben, albastru. | Complexul Muzeal Bistrița-Năsăud, Bistrița | Cimec    |
|      | Cojoc femeiesc                            | Datare: 1/2 sec.XX Descoperit: jud. BISTRIȚA-NĂSĂUD, Mărișelu Material: piele; blana; arnici; matase; argasit; tabacit; curatat; albit; brodat dupa desen; încheiat cu acul; nasturi din piele                                 | Cojoc femeiesc lung,deschis în față, închis cu nasturi din piele, ușor evazat în talie, croit cu doi clini laterali, la poale. Decor floral dispus pe piept, spate, umeri, poale și mâneci, alcătuit din vrejuri cu flori și ghirlande. Ornamentele realizate cu fâșii de piele colorată împletită le întâlnim la gât, piept, umeri și în talie, încadrând motivele florale brodate. Ciucurii din mătase colorată sunt dispuși pe toată suprafața, predominând la piept, poale și clini.Prevăzut cu două buzunare. Marginile și buzunarele sunt conturate cu blană neagră de miel. Cromatica: roșu, verde, galben, mov, albastru. | Complexul Muzeal Bistrița-Năsăud, Bistrița | Cimec    |
|      | Pieptar                                   | Datare: 2/4 sec. XX Descoperit: jud. BISTRIȚA-NĂSĂUD, com. Zagra, Perișor Material: piele; blana; arnici; matase; meșină; argasit; tabacit; curatit; albit; brodat dupa desen;                                                 | Pieptar bărbătesc, confecționat din piele de oaie albă, despicat în față, fără mâneci, în talie ușor evazat, evazat. Decor dispus pe întreaga suprafață, alcătuit din două cununi de flori cusute compact și mărunt, plasate pe părțile din față. În mare parte motivele decorative sunt acoperite de ciucurii din mătase colorată, lungi de 12 cm, plasați în rânduri pe întreaga suprafață. Marginile sunt conturate cu „ierhă” colorată și perforată. Tonalitatea dominantă a decorului este roșu apoi albastru, verde, galben, roz. | Complexul Muzeal Bistrița-Năsăud, Bistrița | Cimec    |
|      | Pieptar                                   | Datare: 1/2 sec. XX Descoperit: jud. BISTRIȚA-NĂSĂUD, Bistrița Material: piele; blana; arnici; matase; argasit; tabacit; curatit; albit; brodat dupa desen; aplicații                                                          | Pieptar femeiesc, înfundat, deschis pe umăr și partea lateral stânga, închis cu 4 nasturi din piele, fără mâneci. Decor bogat amplasat pe piept și pe talie, alcătuit din motive florale, fitomorfe și antropomorfe (inimă); aplicații de piele de culoare albă și maro, perforată de forma motivelor florale. Tot ca ornament întâlnim ciucuri rotunzi în partea superioară și ciucuri lungi pe care îi întâlnim plasați în partea de jos a pieptarului. Gâtul și marginea de jos sunt conturate cu blăniță neagră. Cromatica:fond alb, motive realizate cu roșu, albastru, verde, galben, roz | Complexul Muzeal Bistrița-Năsăud, Bistrița | Cimec    |
|      | Pieptar                                   | Datare: 1/2 sec. XX Descoperit: jud. BISTRIȚA-NĂSĂUD, com. MĂRIȘELU, MĂRIȘELU Material: piele; blană; arnici; mătase; argăsit; tăbăcit; curățat; albit; brodat dupa desen                                                      | Pieptar femeiesc, deschis în față, închis cu o cataramă metalică, fără mâneci, puternic răscroit la umeri, ușor evazat în talie. Broderia bogată este dispusă pe întreaga suprafață, alcătuită din motive florale (lujeri, ghirlande) și motive fitomorfe. Decorul floral este acoperit cu ciucuri colorați, plasați în rânduri pe întreaga suprafață. Prevăzut cu două buzunare pe care sunt aplicați nasturi metalici ca ornament. Marginile sunt conturate cu blană neagră de miel. Cromatica: roșu, albastru, galben, roz, verde. | Complexul Muzeal Bistrița-Năsăud, Bistrița | Cimec    |
|      | Pieptar                                   | Datare: 2/4 sec. XX Descoperit: jud. BISTRIȚA-NĂSĂUD, com. Zagra, Perișor Dimensiuni: 90cm Material: piele; blana; arnici; matase; argasit; tabacit; curatit; albit; brodat dupa desen; aplicații                              | Pieptar bărbătesc, scurt, confecționat din piele de oaie, deschis în față, fără mâneci, puternic răscroit la umeri și la gât. Decor dispus pe întreaga suprafață, alcătuit din motive florale grupate în jurul unui lujer sau motive florale singulare; aplicații de piele colorată, perforată de forma motivelor florale, acoperite parțial de ciucuri colorați pe care îi întâlnim plasați în rânduri pe întreaga suprafață. Marginile sunt conturate cu piele de culoare închisă cu colțișori ștanțați. Tonalitatea dominantă a decorului este roșu, apoi albastru, verde, portocaliu, violet. | Complexul Muzeal Bistrița-Năsăud, Bistrița | Cimec    |
|      | Pieptar femeiesc                          | Datare: 1/4 sec.XX Descoperit: jud. BISTRIȚA-NĂSĂUD, Salva Material: piele; blana; arnici; matase; catifea; fir metalic; argasit; tabacit; curatat; albit; brodat dupa desen; încheiat cu acul; aplicatii; nasturi metalici    | Pieptar femeiesc, deschis în față, închis cu o cataramă metalică, fără mâneci, puternic răscroit la umeri, ușor evazat în talie. Broderia bogată este dispusă pe întreaga suprafață, alcătuită din motive florale (lujeri, ghirlande) și motive fitomorfe. Decorul este completat cu ciucuri policromi realizați din mătase. Prevăzut cu două buzunare pe care sunt aplicați nasturi metalici ornamentali. Marginile sunt conturate cu blană neagră de miel(primă). Cromatica: roșu, albastru, galben, vișiniu, verde. | Complexul Muzeal Bistrița-Năsăud, Bistrița | Cimec    |
|      | Zadie cu trup vânăt                       | Datare: 4/4 sec.XIX-1/4 sec.XX Descoperit: jud. BISTRIȚA-NĂSĂUD, com. Nimigea de Jos, Mintiu Material: lână; lânică; țesut în 4 ițe; ales printre fire; ales peste fire; feston; tivit                                         | Zadie de formă dreptunghiulară; țesută în patru ițe, din lână; cu ”trup” vânăt. Decor dispus în partea inferioară a piesei (la poale), alcătuit din vărgi dispuse alternativ, ornamentate cu motive geometrice. În talie se fixează cu ajutorul a două șnururi împletite (se păstrează doar unul); pe margini (lateral)o bandă îngustă, simplă realizată din lână roșie; la poale ciucuri din lână colorată. Marginile câmpului ornamental sunt festonate. Cromatica: roșu, galben, verde, roz, mov, albastru. | Complexul Muzeal Bistrița-Năsăud, Bistrița | Cimec    |
|      | Zadie cu trup vânăt                       | Datare: 1/4 sec. XX Descoperit: jud. BISTRIȚA-NĂSĂUD, com. Nimigea de Jos, Mintiu Material: lână; lânică; țesut în 4 ițe; ales printre fire; ales peste fire; feston; tivit                                                    | Zadie de formă dreptunghiulară; țesută în patru ițe, din lână țigaie; cu ”trup” vânăt. Decor dispus în partea inferioară a piesei (la poale), alcătuit din vărgi înguste, dispuse alternativ, ornamentate cu motive geometrice (romb; cruce în x). În talie se fixează cu ajutorul a două șnururi împletite din lână de culoare roșie; pe margini (lateral)o bandă îngustă, simplă, roșie; la poale ciucuri din lână colorată. Marginile câmpului ornamental sunt festonate cu lână de culoare roșie. Cromatica: roșu, alb, verde, roz, mov, albastru, galben. | Complexul Muzeal Bistrița-Năsăud, Bistrița | Cimec    |
|      | Zadie Autor: Creț Floarea                 | Datare: 1/4sec.XX Descoperit: jud. BISTRIȚA-NĂSĂUD, com. Năsăud, Liviu Rebreanu Material: lână, lânică; țesut în patru ițe; ales peste fire; ales printre fire; feston                                                         | Zadie de formă dreptunghiulară; țesută în patru ițe, din lână; cu ”trup” vânăt. Decor dispus în partea inferioară a piesei (la poale), alcătuit din benzi dispuse alternativ, ornamentate cu motive geometrice (cruce în x, romb, linie întreruptă, linie dreaptă, triunghi). La brâu tivită manual, apoi o vrâstă îngustă țesută din lână galbenă și verde; pe margini (lateral)o bandă îngustă, simplă realizată din lână roșie; la poale feston simplu și ciucuri din lână policromă. Cromatica: roșu, verde, roz, mov, albastru. | Complexul Muzeal Bistrița-Năsăud, Bistrița | Cimec    |
|      | Zadie cu trup vânăt                       | Datare: 4/4 sec.XIX-1/4 sec. XX Descoperit: jud. BISTRIȚA-NĂSĂUD, com. Nimigea de Jos, Mintiu Material: lână, lânică; țesut în patru ițe; ales peste fire; ales printre fire; feston                                           | Zadie de formă dreptunghiulară; țesută în patru ițe, din lână; cu ”trup” vânăt, cu tureac. Decor dispus în partea inferioară a piesei (la poale), alcătuit din benzi dispuse alternativ, ornamentate cu motive geometrice (cruce în x, romb, linie). La brâu tivită manual; pe margini (lateral)o bandă îngustă, simplă realizată din lână roșie; la poale feston simplu. Cromatica: roșu, verde, roz, mov, albastru. | Complexul Muzeal Bistrița-Năsăud, Bistrița | Cimec    |
|      | Pânzătură                                 | Datare: 1/2 sec. XX Descoperit: jud. BISTRIȚA-NĂSĂUD, com. Mărișelu, Nețeni Material: lână; lânică; țesută în 4 ițe; paiete, mărgele, croșetat                                                                                 | Zadie de formă dreptunghiulară; țesută în patru ițe, din lână; cu ”trup” vânăt. Decor dispus în partea inferioară a piesei (la poale), alcătuit din vărgi ornamentate cu motive florale și motive fitomorfe, paiete și mărgele, alternând cu benzi policrome, înguste, simple grupate câte patru. Câmpul ornamental este încadrat de un chenar realizat din zig-zag-uri. În talie se leagă cu ajutorul celor două șnururi croșetate, la brâu și pe margini (lateral)o vrâstă îngustă, simplă realizată din lânică policromă peste care au fost cusute paiete; la poale ciucuri din lână colorată. Cromatica: roșu, galben, verde, roz, alb, albastru. | Complexul Muzeal Bistrița-Năsăud, Bistrița | Cimec    |
|      | Zadie                                     | Datare: 1/4 sec. XX Descoperit: jud. BISTRIȚA-NĂSĂUD, com. Mărișelu, Mărișelu Material: lână; lânică; paiete; țesut în 4 ițe; ales printre fire; ales peste fire; tivit; festonat                                              | Zadie de formă dreptunghiulară; țesută în patru ițe, din lână; cu ”trup” negru. Decor dispus în partea inferioară a piesei (la poale), alcătuit din vrâste ornamentate cu motive geometrice (cruce în x, romb, coarnele berbecului, linie); central o vrâstă cu motive florale stilizate. Decorul este completat cu paiete, amplasate din loc în loc pe cele trei vrâste mai late. Câmpul ornamental este încadrat cu un feston dublu realizat din zig-zag-uri. La brâu o vrâstă îngustă decorată cu motive geometrice; pe margini o vrâstă simplă policromă ; tivit manual; la poale ciucuri din lână colorată. Cromatica: roșu, galben, verde, roz, alb, albastru. | Complexul Muzeal Bistrița-Năsăud, Bistrița | Cimec    |
|      | Zadie                                     | Datare: 1/4 sec.XX Descoperit: jud. BISTRIȚA-NĂSĂUD, com. Mărișelu, Mărișelu Material: lână; lânică; țesut în 4 ițe; ales printre fire; tivit; festonat                                                                        | Zadie de formă dreptunghiulară; țesută în patru ițe, din lână; cu ”trup” vânăt. Decor dispus în partea inferioară a piesei (la poale), alcătuit din vărgi ornamentate cu motive florale și motive fitomorfe „cusute după scrisoare” dispuse la distanțe egale. În talie se leagă cu ajutorul celor două șnururi împletite; în talie o bandă lată roșie; pe margini (lateral)o bandă îngustă, policromă; la brâu tivită manual; la poale ciucuri din lână colorată. Câmpul ornamental este festonat cu lânică policromă. Cromatica: portocaliu; portocaliu, verde, roz, vișiniu, albastru, mov. | Complexul Muzeal Bistrița-Năsăud, Bistrița | Cimec    |
|      | Zadie                                     | Datare: 1/2 sec.XX Descoperit: jud. BISTRIȚA-NĂSĂUD, com. Șieuț, Șieuț Material: lână; lânică; țesut în 4 ițe; ales printre fire; tivit                                                                                        | Zadie de formă dreptunghiulară; țesută în patru ițe, din lână; cu ”trup negru”. Decorul alcătuit din vrâste cu alesături simple de motive florale (șire de flori) este dispus în partea inferioară a piesei (la poale). În talie și pe margini (lateral)o bandă îngustă, policromă; la brâu tivită manual. Cromatica: roșu, alb, verde, roz, mov, albastru, galben. | Complexul Muzeal Bistrița-Năsăud, Bistrița | Cimec    |
|      | Zadie                                     | Datare: 1/2 XX Descoperit: jud. BISTRIȚA-NĂSĂUD, com. Șieu, Șieu Material: lână; bumbac; țesut în 4 ițe; cusut; croșetat; festonat                                                                                             | Zadie de formă dreptunghiulară, țesută din lână, cu ”trup vânăt”, trupul ocupând cea mai mare parte a zadiei. În partea de jos a piesei sunt concentrate vrâstele cu alesături, cusute cu motive florale multicolore. Pe margini dantelă croșetată din lână policromă. Cromatica: roșu, roz, verde, galben, maro, alb. | Complexul Muzeal Bistrița-Năsăud, Bistrița | Cimec    |
|      | Zadie cu trup vânăt                       | Datare: 1/6 sec. XX Descoperit: jud. BISTRIȚA-NĂSĂUD, com. Budacu de Jos, Buduș Material: lână, lânică; țesut în patru ițe; ales peste fire; ales printre fire; feston                                                         | Zadie de formă dreptunghiulară; țesută în patru ițe, din lână; cu ”trup” negru. Decor dispus în partea inferioară a piesei (la poale), alcătuit din vrâste ornamentate cu motive geometrice (cruce în x, romburi, opturi, linii, puncte).vrâste mai late. Câmpul ornamental este încadrat cu un feston realizat cu lânică policromă. La brâu o vrâstă îngustă decorată cu motive geometrice; pe margini o vrâstă simplă policromă ; tivit manual; la poale ciucuri din lână colorată. Cromatica: roșu, galben, verde, alb, albastru. | Complexul Muzeal Bistrița-Năsăud, Bistrița | Cimec    |
|      | Zadie cu trup vânăt                       | Datare: 4/4 sec.XIX-1/4 sec.XX Descoperit: jud. BISTRIȚA-NĂSĂUD, com. Nimigea de Jos, Mintiu Material: lână; lânică; țesut în 4 ițe; ales printre fire; ales peste fire; feston; tivit                                         | Zadie de formă dreptunghiulară; țesută în patru ițe, din lână; cu ”trup” vânăt. Decor dispus în partea inferioară a piesei (la poale), alcătuit din vărgi înguste, dispuse alternativ, ornamentate cu motive geometrice (cruce în x, romb, linie dreaptă). În talie se fixează cu ajutorul a două șnururi împletite din lână de culoare roșie; pe margini (lateral)o bandă îngustă, simplă, roșie; la poale ciucuri din lână colorată. Marginile câmpului ornamental sunt festonate. Cromatica: roșu, alb, verde, roz, mov, albastru. | Complexul Muzeal Bistrița-Năsăud, Bistrița | Cimec    |
|      | Șurț                                      | Datare: 4/4 sec.XIX-1/4 sec.XX Descoperit: jud. BISTRIȚA-NĂSĂUD, com. Nimigea de Jos, Mintiu Material: lână, lânică; țesut în patru ițe; cusut; cheiță; tivit; împletit                                                        | Șurț de formă dreptunghiulară; țesută în patru ițe, din doi lați cusut în cheiță. Decor dispus în partea inferioară a piesei (la poale), alcătuit dintr-o bandă neagră cusută cu motive florale (ghirlande)și fitomorfe. La brâu tivită manual; în talie se leagă cu ajutorul celor două șnururi împletite; la poale ciucuri din lână colorată. Cromatica: roșu, galben, verde, roz, albastru, bordo, mov. | Complexul Muzeal Bistrița-Năsăud, Bistrița | Cimec    |
|      | Zadie cu trup vânăt                       | Datare: sf. sec. XIX- încep.sec.XX Descoperit: jud. BISTRIȚA-NĂSĂUD, com. Șieu, Șieu Material: bumbac; lânică; țesut în 4 ițe; ales printre fire; festonat; croșetat                                                           | Zadie de formă dreptunghiulară; țesută în patru ițe, din lână; cu ”trup” vânăt. Decor dispus în partea inferioară a piesei (la poale), alcătuit din vărgi ornamentate cu motive florale (trandafiri) și motive fitomorfe, alternând cu benzi înguste, simple grupate câte cinci. La brâu și pe margini (lateral)o vrâstă îngustă, simplă realizată din lânică policromă. La poale dantelă croșetată și ciucuri policromi. | Complexul Muzeal Bistrița-Năsăud, Bistrița | Cimec    |
|      | Zadie                                     | Datare: 1/2 sec. XX Descoperit: jud. BISTRIȚA-NĂSĂUD, com. Șieuț, Sebiș Material: lână; lânică; țesut în 4 ițe; ales printre fire; tivit; festonat                                                                             | Zadie de formă dreptunghiulară; țesută în patru ițe, din lână; cu ”trup negru”. Decor dispus în partea inferioară a piesei (la poale), alcătuit din vărgi ornamentate cu motive florale și motive fitomorfe dispuse la distanțe egale. În talie se leagă cu ajutorul celor două șnururi; în talie o bandă roșie apoi una îngustă policromă; pe margini (lateral)o bandă îngustă, policromă; la brâu tivită manual. Câmpul ornamental este festonat pe margini cu motive geometrice; ciucuri. Cromatica: portocaliu; roșu, galben, verde, roz, alb, albastru; mov. | Complexul Muzeal Bistrița-Năsăud, Bistrița | Cimec    |
|      | Zadie cu trup vânăt                       | Datare: 1/2 sec.XX Descoperit: jud. BISTRIȚA-NĂSĂUD, com. Șieuț, Sebiș Material: lână; lânică; țesut în 4 ițe; ales printre fire; tivit; festonat; croșetat                                                                    | Zadie de formă dreptunghiulară; țesută în patru ițe, din lână; cu ”trup” vânăt. Decor dispus în partea inferioară a piesei (la poale), alcătuit din trei vărgi mai late și două mai înguste, ornamentate cu motive florale și motive fitomorfe , alternând cu benzi, simple, neornamentate. În talie o bandă lată realizată din lână roșie apoi una îngustă policromă; pe margini (lateral)o bandă îngustă, policromă; la brâu tivită manual. Marginile câmpului ornamental sunt festonate cu lânică colorată și dantelă croșetată; la poale ciucuri croșetați din lână policromă. Cromatica: roșu, galben, verde, roz, alb, albastru, bordo. | Complexul Muzeal Bistrița-Năsăud, Bistrița | Cimec    |
|      | Zadie cu trup vânăt                       | Datare: 1/2 sec. XX Descoperit: jud. BISTRIȚA-NĂSĂUD, com. Șieuț, Sebiș Material: lână; lânică; paiete; mărgele; fir metalic; țesut în patru ițe; cusut; feston; croșetat                                                      | Zadie de formă dreptunghiulară; țesută în patru ițe, din lână; cu ”trup” vânăt. Decor dispus în partea inferioară a piesei (la poale), alcătuit din motive florale (buchet, vrej) cusute cu diferite culori și aplicații de „fluturi” și mărgele colorate. La brâu o bandă lată roșie; pe margini (lateral)o bandă îngustă, policromă peste care au fost cusute paiete (se păstrează doar pe o latură); la brâu tivită manual; câmpul ornamental este încadrat de un fir metalic aplicat și cusut cu paite, apoi festonat și ciucuri din lână colorată. Cromatica: portocaliu; roșu, galben, verde, roz, alb, albastru, mov. | Complexul Muzeal Bistrița-Năsăud, Bistrița | Cimec    |
|      | Zadie cu trup vânăt                       | Datare: 4/4 sec.XIX-1/4sec.XX Descoperit: jud. BISTRIȚA-NĂSĂUD, com. Șieuț, Sebiș Material: lână; lânică; țesut în 4 ițe; ales printre fire; tivit; festonat; croșetat                                                         | Zadie de formă dreptunghiulară; țesută în patru ițe, din lână; cu ”trup vânăt”. Decorul alcătuit din vrâste cu alesături de motive florale este dispus în partea inferioară a piesei (la poale). În talie o bandă lată realizată din lână roșie apoi una îngustă policromă; pe margini (lateral)o bandă îngustă, policromă; la brâu tivită manual. Marginile câmpului ornamental sunt festonate cu lânică colorată și un șnur croșetat; la poale franjuri. Cromatica: bordo, verde, roz, mov, albastru, galben, mov. | Complexul Muzeal Bistrița-Năsăud, Bistrița | Cimec    |
|      | Zadie cu trup vânăt                       | Datare: 4/4 sec. XX-1/4 sec. XX Descoperit: jud. BISTRIȚA-NĂSĂUD, com. Târlișua, Agrieș Material: lână; lânică; țesut în 4 ițe; cusut; tivit                                                                                   | Zadie de formă dreptunghiulară; țesută în patru ițe, din lână; cu ”trup” vânăt. Decor dispus în partea inferioară a piesei (la poale), alcătuit din vărgi ornamentate cu motive florale și motive fitomorfe „cusute după scrisoare” dispuse la distanțe egale. În talie se leagă cu ajutorul celor două șnururi; în talie o bandă lată neagră; pe margini (lateral)o bandă îngustă, policromă; la brâu tivită manual; la poale ciucuri din lână colorată. Cromatica: portocaliu; roșu, galben, verde, roz, alb, albastru; mov. | Complexul Muzeal Bistrița-Năsăud, Bistrița | Cimec    |
|      | Zadie                                     | Datare: sf. sec. XIX încep. - sec.XX Descoperit: jud. BISTRIȚA-NĂSĂUD, com. Șieuț, Ruștior Material: lână, lânică; țesut în 4 ițe; cusut cu acul; mărgele; paiete, feston                                                      | Zadie de formă dreptunghiulară; țesută în patru ițe, din lână; cu ”trup” vânăt. Decor dispus în partea inferioară a piesei (la poale), alcătuit din vărgi ornamentate cu flori, ghirlande de flori, frunze, paiete și mărgele, alternând cu benzi policrome, înguste, simple grupate câte trei. Câmpul ornamental este încadrat de un chenar realizat din zig-zag-uri. La brâu o vrâstă mai lată de culoare verde apoi una îngustă decorată cu motive geometrice; pe margini o vrâstă simplă policromă ; la poale ciucuri din lână colorată. Cromatica: roșu, galben, verde, roz, alb, albastru. | Complexul Muzeal Bistrița-Năsăud, Bistrița | Cimec    |
|      | Zadie cu tureac                           | Datare: 1/4 sec. XX Descoperit: jud. BISTRIȚA-NĂSĂUD, com. Nimigea de Jos, Mintiu Material: lână, lânică; țesut în patru ițe; ales peste fire; ales printre fire; feston                                                       | Zadie „cu tureac” de formă dreptunghiulară; țesută în patru ițe, din lână; cu ”trup” vânăt. Decor geometrizant dispus în partea inferioară a piesei (la poale), alcătuit din vârste alese cu romburi, cruce în x. La brâu tivită manual; pe margini (lateral)o vrâstă îngustă, simplă, realizată din lână de culoare roșie; la poale ciucuri din lână colorată. Cromatica: fond roșu, decor realizat cu alb, verde, roz, albastru, portocaliu. | Complexul Muzeal Bistrița-Năsăud, Bistrița | Cimec    |
|      | Față de pernă Autor: anonim               | Datare: 1/4 sec. XX Descoperit: jud. BISTRIȚA-NĂSĂUD, com. Bistrița, Bistrița Material: bumbac; muline; țesut în 2 ițe; cusut; tivit                                                                                           | Față de pernă de formă dreptunghiulară, țesută in doua ițe, confecționată din două bucăți. Decorul este dispus pe două laturi reprezentând motive florale. Latura mica prezintă doua registre decorative compuse din motive florale (bujori) și motive fitomorfe în partea inferioară iar deasupra buchete de flori stilizate. Latura lungă prezintă un decor floral stilizat grupat în buchete separate prin lujeri. Decorul pe această latură nu a fost finalizat. Întregul decor este realizat cu bumbac roșu pe fond alb. | Complexul Muzeal Bistrița-Năsăud, Bistrița | Cimec    |
|      | Față de pernă Autor: anonim               | Datare: an 1934 Descoperit: jud. BISTRIȚA-NĂSĂUD, com. Bistrița, Bistrița Material: bumbac; muline; țesut în 2 ițe; cusut | Față de pernă de formă dreptunghiulară, țesută in doua ițe, confecționată din două bucăți. Decorul este dispus pe două laturi reprezentând motive florale. Latura mica prezintă doua registre decorative compuse din motive florale (bujori) și motive fitomorfe în partea inferioară iar deasupra buchete de flori stilizate.Central, încadrat de buchete este inscripționat anul 1934. Latura lungă prezintă un decor floral stilizat grupat în buchete separate prin lujeri. Întregul decor este realizat cu roșu pe fond alb. | Complexul Muzeal Bistrița-Năsăud, Bistrița | Cimec    |
|      | Față de pernă Autor: anonim               | Datare: 1/4 sec.XX Descoperit: jud. BISTRIȚA-NĂSĂUD, com. Livezile, Livezile Material: bumbac; muline; țesut în 2 ițe; cusut; tivit                                                                                            | | Complexul Muzeal Bistrița-Năsăud, Bistrița | Cimec    |
|      | Față de pernă Autor: anonim               | Datare: 1/4 sec. XX Descoperit: jud. BISTRIȚA-NĂSĂUD, com. Livezile, Livezile Material: bumbac; muline; țesut în 2 ițe; cusut                                                                                                  | Față de pernă de formă dreptunghiulară, confecționată din pânză de bumbac. Decorul dispus pe două laturi, realizat din motive florale stilizate și geometrice. Latura mică prezintă un bogat decor floral alcătuit din bujori și lalele. Cealaltă latură prezintă un decor floral grupat în buchete (bujori, boboci). Motivele decorative sunt realizate din bumbac roșu pe fond alb. | Complexul Muzeal Bistrița-Năsăud, Bistrița | Cimec    |
|      | Față de perină Autor: Cristurean Maria    | Datare: 1/4 sec. XX Descoperit: jud. BISTRIȚA-NĂSĂUD, com. Bistrița, Sărata Material: bumbac; muline; țesut în 4 ițe; încheiată cu acul în cheiță; ales printre fire                                                           | Față de pernă de formă dreptunghiulară, țesută din bumbac, în 4 ițe. Decorul geometrizant este amplasat la un singur capăt, compus din vrâste alese cu motive geometrice (linie dreaptă, dinți de fierăstrău) și motive fitomorfe (frunză, strugure). Cromatica: fond alb, motive realizate cu roșu, negru, galben. | Complexul Muzeal Bistrița-Năsăud, Bistrița | Cimec    |
|      | Față de perină Autor: Flămând Raveca      | Datare: 1/4 sec. XX Descoperit: jud. BISTRIȚA-NĂSĂUD, com. Șanț, Șanț Material: confectionată din panză de bumbac; arnici; țesută in 4 ite; ajur; ales printre fire                                                            | Față de pernă de formă dreptunghiulară țesută din bumbac în patru ițe. Decorul compact este dispus la un singur capăt, alcătuit din vrâste înguste și late cu alesaturi de motive geometrice, linie dreapta, dinți de fierăstrău și motive fitomorfe (frunza, strugure) alese printre fire si ajur. Cromatica: fond alb, motive realizate cu roșu, negru și galben. | Complexul Muzeal Bistrița-Năsăud, Bistrița | Cimec    |
|      | Perină Autor: Lene Maria                  | Datare: 1/4 sec. XX Descoperit: jud. BISTRIȚA-NĂSĂUD, com. RODNA, RODNA Material: bumbac; muline; țesut în 4 ițe; încheiată cu acul; ales printre fire                                                                         | Față de pernă de formă dreptunghiulară, țesută din bumbac în 4 ițe. Decor amplasat la un singur capăt. Ornamentele sunt dispuse orizontal sub formă de vrâste colorate, de diferite dimensiuni. Central este o bandă lată ornamentată cu motive fitomorfe (vrej) și motive florale stilizate alese printre fire. Cromatica: fond alb, motive realizate cu roșu, negru, gri, galben. | Complexul Muzeal Bistrița-Năsăud, Bistrița | Cimec    |
|      | Acoperitoare pat Autor: Rosina Joisel     | Datare: an 1931 Descoperit: jud. BISTRIȚA-NĂSĂUD, com. Șieu-Măgheruș, Arcalia Material: bumbac; muline; țesut în 2 ițe; brodat la fir; brodat în cruci; încheiat cu acul                                                       | Acoperitoare de pat de formă dreptunghiulară confecționată din trei lați uniți printr-o panglică roșie ornamentată cu motive florale (floarea de colț) brodate, mărginită cu panglici înguste.Decorul este ordonat în trei registre cu un chenar compus din motive florale și fitomorfe (bujor și frunza). În registrul superior este brodată inscripția: „Wo Freue, Liebe und Einigkeit im Hause wohnt, darinen der Segen Gottes trohnt!”. (Acolo unde iubirea, credința și unitatea locuiesc în casă, acolo binecuvântarea lui Dumnezeu tronează) .Inscripția din registrul central ( numele proprietarei și datarea): „Rosina Joisel im Jahr 1931 ”este intercalată de motive florale și avimorfe stilizate. În registrul inferior avem următoarea inscripție: „Geh ohne Gebet und Gotteswort nie mals aus dem Hause fort!” (Nu te duce departe niciodată fără rugăciune și cuvântul lui Dumnezeu). Motivele decorative sunt realizate cu roșu pe fond alb. | Complexul Muzeal Bistrița-Năsăud, Bistrița | Cimec    |
|      | Acoperitoare de pat Autor: Bălan Maria    | Datare: 1/4 sec XX Descoperit: jud. BISTRIȚA-NĂSĂUD, com. Șintereag, Blăjenii de Jos Material: bumbac; muline; țesut în 2 ițe; încheiat cu acul;ales printre fire; dantelă; croșetat                                           | Acoperitoare de pat de formă dreptunghiulară, confecționată din trei lați, încheiați în cheiță. Decorul geometrizant este dispus pe întreaga suprafață a piesei. Compoziția ornamentală este realizată din vărgi de diferite dimensiuni, cele late sunt decorate cu motive florale stilizate. Una dintre laturi se termină cu dantelă croșetată, celelalte două cu franjuri innodati. Motivele decorative sunt realizate cu roșu, galben, albastru, gri pe fond alb. | Complexul Muzeal Bistrița-Năsăud, Bistrița | Cimec    |
|      | Acoperitoare de pat Autor: anonim         | Datare: an 1906 Descoperit: jud. BISTRIȚA-NĂSĂUD, com. Bistrița, Bistrița Material: bumbac; muline; țesut în 2 ițe; încheiat cu acul; brodat la fir; brodat în cruci                                                           | Acoperitoare de pat de formă pătrată, confecționată din bumbac, țesută în două ițe. Decorul bogat realizat din motive florale (bujori, lalele, lujeri) și geometrice este dispus pe toată suprafața piesei, ordonat în registre cu chenar. Piesa este realizată din trei lați uniți cu o pânză albă, îngustă(6,5cm), brodată cu motive florale, mărginite de motive geometrice. În partea inferioară este brodată inscripția MARTIN WAGNER J: JAHR1906. | Complexul Muzeal Bistrița-Năsăud, Bistrița | Cimec    |
|      | Acoperitoare de pat Autor: anonim         | Datare: 1867 Descoperit: jud. BISTRIȚA-NĂSĂUD, Bistrița Material: confectionată din pânză de bumbac; muline; țesut in 2 ițe; dantelă; încheiat cu acul; brodat la fir; tivit cu gaurele; crosetat                              | Cuvertură de formă dreptunghiulară, țesută din bumbac în două ițe. Piesa este realizată din trei lați uniți cu o bucată de pânză albă din bumbac cusută cu motive fitomorfe, mărginită de panglică cumpărată din comerț. Decorul naturalist este amplasat în trei registre cu chenar. În registrul central deasupra unei cununi realizate din motive fitomorfe și florale avem inscripționat numele proprietarului și anul 1867. Pe două laturi este aplicată dantelă croșetată. | Complexul Muzeal Bistrița-Năsăud, Bistrița | Cimec    |
|      | Acoperitoare de pat Autor: Rosina Berendt | Datare: an 1937 Descoperit: jud. BISTRIȚA-NĂSĂUD, com. Bistrița, Bistrița Material: bumbac; muline; țesută în 4 ițe; încheiată cu acul; brodat la fir; brodat în cruci                                                         | Acoperitoare de pat de formă dreptunghiulară confecționată din pânză de bumbac; țesută în două ițe; realizată din trei lați uniți intre ei cu o pânză albă brodată cu motive florale stilizate. Decorul bogat, ordonat în registre orizontale este dispus pe intreaga suprafață a piesei. Cele trei registre sunt încadrate de chenare realizate din motive florale (bujori, lalele) și fitomorfe (frunza). Central, în registrul superior apare următoarea inscripție în limba germană: Gehst du in die Welt einst hinaus, eins.(am), halte hoch deiner Eltern Haus. (dacă vreodată te duci în lume singur, ia aminte la casa părinților tăi). Inscripția din al doilea registru este intercalată de motive florale amplasate in vază având deasupra câte trei păsări fiecare. Aici avem numele proprietarei și anul în care a fost realizată piesa „Rosina Berendt Wiess im Jahr 1937”. Inscripția se termină în al treilea registru:Wenn auch noch so gluckich ist dein Loos, vergiss se nicht, se zog dich gross. (Dacă vreodată soarta ta e atât de fericită, nu uita, ea te-a crescut mare.?) Cromatica piesei este roșu și albastru pe fond alb. | Complexul Muzeal Bistrița-Năsăud, Bistrița | Cimec    |
|      | Acoperitoare pat Autor: Maria Barth       | Datare: 1878 Descoperit: jud. BISTRIȚA-NĂSĂUD, com. Bistrița, Bistrița Material: confecționată din bumbac; cânepă; muline; țesut in două ițe; încheiat cu acul;                                                                | Cuvertura de forma dreptunghiulara cu urzeală din cânepă și băteală de bumbac, țesută în două ițe. Realizată din trei lați uniți cu o bucată de pânză albă brodată cu motive geometrice (patrate, tablă de șah, linie). Decorul alcătuit din motive geometrice (linie dreaptă, dinți de fierăstrău) și motive fitomorfe (pomul vieții) este dispus în trei registre. Central avem inscripția: Der Maria Barth gehort dieses Leimtuch I B 1878 (Mariei Barth îi aparține această cuvertură) intercalată pe mijloc de un motiv floral stilizat. Cele patru colțuri sunt brodate cu câte un motiv floral stilizat. Cromatica: fond alb, motive realizate cu albastru. | Complexul Muzeal Bistrița-Năsăud, Bistrița | Cimec    |
|      | Acoperitoare de pat Autor: anonim         | Datare: an 1904 Descoperit: jud. BISTRIȚA-NĂSĂUD, com. Cetate, Orheiul Bistriței Material: bumbac; muline; țesut în 2 ițe; confecționat din 3 lați; cusut; brodat în cruci; tivit; festonat                                    | Cuvertură de formă dreptunghiulară, confecționată din bumbac, realizată din trei lați uniți cu o bucată de pânză albă brodată cu motive florale și geometrice stilizate. Decorul este ordonat in registre orizontale. În registrul central este inscripționat în germană numele proprietarei și anul în care a fost realizată piesa: „Im 19 Rosina Hendel 04 Jahre” (Rosina Hendel anul 1904). Inscripția este intercalată de motive florale grupate în buchet; toate cele patru laturi ale registrului sunt încadrate într-un chenar realizat din motive florale și fitomorfe. Cromatica: decor brodat cu roșu și negru pe fond alb. | Complexul Muzeal Bistrița-Năsăud, Bistrița | Cimec    |
|      | Față de masă Autor: anonim                | Datare: 1/4 sec. XX Descoperit: jud. BISTRIȚA-NĂSĂUD, com. LIVEZILE, LIVEZILE Material: bumbac; muline; țesută în 4 ițe; ales printre fire; ales peste fire; încheiată cu acul                                                 | Față de masă de formă dreptunghiulară țesută din bumbac în patru ițe. Piesa este confecționată din 2 lați. Décor amplasat pe toata suprafața sub formă de vrâste simple alternate cu vrâste alese cu motive geometrice: linie dreaptă, dinți de fierăstrău, trăsuri, cruce în x. Cromatica: fond alb motive realizate cu roșu. | Complexul Muzeal Bistrița-Năsăud, Bistrița | Cimec    |
|      | Acoperitoare de pat Autor: anonim         | Datare: 1/4 sec. XX Descoperit: jud. BISTRIȚA-NĂSĂUD, BISTRIȚA Material: bumbac; muline; dantela; țesut in 4 ițe; ales printre fire; ales peste fire; croșetat                                                                 | Cuvertură de formă dreptunghiulară țesută din bumbac, în două ițe, realizată din doi lați. Décor ordonat in registre orizontal, amplasat pe toata suprafața piesei. Decorul este alcătuit din vrâste de diferite dimensiuni, dispuse la distanțe egale, țesute cu motive florale, motive fitomorfe (frunza) și motive geometrice (dinți de fierăstrău, trăsuri). Pe margine dantelă croșetată. Cromatica: fond alb, motive realizate cu roșu; galben; albastru și negru. | Complexul Muzeal Bistrița-Năsăud, Bistrița | Cimec    |
|      | Față de masă Autor: anonim                | Datare: 1/4 sec. XX Descoperit: jud. BISTRIȚA-NĂSĂUD, com. Sărata Material: bumbac; muline; dantelă; încheiat cu acul în cheiță; țesut in 4 ițe; ales printre fire; ales peste fire                                            | Față de masă de formă dreptunghiulară confecționată din doi lați uniți cu o dantelă croșetată, ornamentată cu motive florale. Décorul amplasat pe toată suprafața este alcătuit din vârgi de diferite dimensiuni, realizate cu roșu, negru și galben pe fond alb. | Complexul Muzeal Bistrița-Năsăud, Bistrița | Cimec    |
|      | Față de masă Autor: Bălan Maria           | Datare: 1/4 sec.XX Descoperit: jud. BISTRIȚA-NĂSĂUD, com. ȘINTEREAG, BLĂJENII DE SUS Material: bumbac; cânepă; muline; încheiat in cheiță; țesut in 4 ițe; ales printre fire                                                   | Față de masă de formă dreptunghiulară țesută din bumbac în patru ițe. Piesa este confecționată din 2 lați încheiați în cheiță. Décorul realizat din motive geometrice este amplasat pe toata suprafața sub formă de vrâste, linie dreaptă, dinți de fierăstrău. Cromatica: fond alb motive realizate cu roșu, galben și negru. | Complexul Muzeal Bistrița-Năsăud, Bistrița | Cimec    |
|      | Față de masă Autor: anonim                | Datare: 1/4 sec.XX Descoperit: jud. BISTRIȚA-NĂSĂUD, com. ȘINTEREAG, BLĂJENII DE SUS Material: bumbac; muline; incheiat cu acul; țesut in 4 ițe; ales printre fire                                                             | Față de masă de formă dreptunghiulară, țesută în patru ițe, realizată din două foi. Décor dispus orizontal pe toată suprafața sub formă de vrâste de diferite dimensiuni. Vrâstele mai late sunt ornamentate cu motive geometrice alese peste fire (linie dreaptă, trăsuri, cruce dreaptă). Cromatica: fond alb, motive realizate cu roșu; galben; negru. | Complexul Muzeal Bistrița-Năsăud, Bistrița | Cimec    |
|      | Față de masă Autor: anonim                | Datare: 1/4 sec.XX Descoperit: jud. BISTRIȚA-NĂSĂUD, com. Bistrița, Sărata Material: bumbac; muline; încheiat cu acul; țesut in 4 ițe; ales printre fire; croșetat                                                             | Față de masă de formă dreptunghiulară, țesută în patru ițe, realizată din trei foi uniți la mijloc cu dantelă croșetată. Décor amplasat pe toată suprafața, dispus orizontal sub formă de vrâste subțiri, de culoare roșie, încadrate de benzi colorate cu motive geometrice alese printre fire ( linia dreapta, trăsuri, dinți de fierastrău).Pe margini dantelă croșetată cu colțișori. Cromatica: fond alb, motive realizate cu roșu; galben; negru. | Complexul Muzeal Bistrița-Năsăud, Bistrița | Cimec    |
|      | Față de masă Autor: anonim                | Datare: 1/4 sec.XX Descoperit: jud. BISTRIȚA-NĂSĂUD, com. Nimigea de Jos, Mocod Material: bumbac; muline; dantela; tesut in 4 ite; ales printre fire; ales peste fire; incheiat cu acul; crosetat                              | Față de masă de formă dreptunghiulară, țesută din bumbac în patru ițe. Décor amplasat la doua extremitați, alcătuit din motive fitomorfe și florale dispuse sub formă de ghirlandă și motive geometrice (linie, cruce în x, trăsuri). Piesa este realizată din 2 lați uniți la mijloc cu dantelă croșetată. Un șir de ciucuri și dantelă întregesc câmpul ornamental al țesăturii. Cromatica: fond alb, motive realizate cu rosu; negru; galben. | Complexul Muzeal Bistrița-Năsăud, Bistrița | Cimec    |